# St. Stephan (Gallenbach)

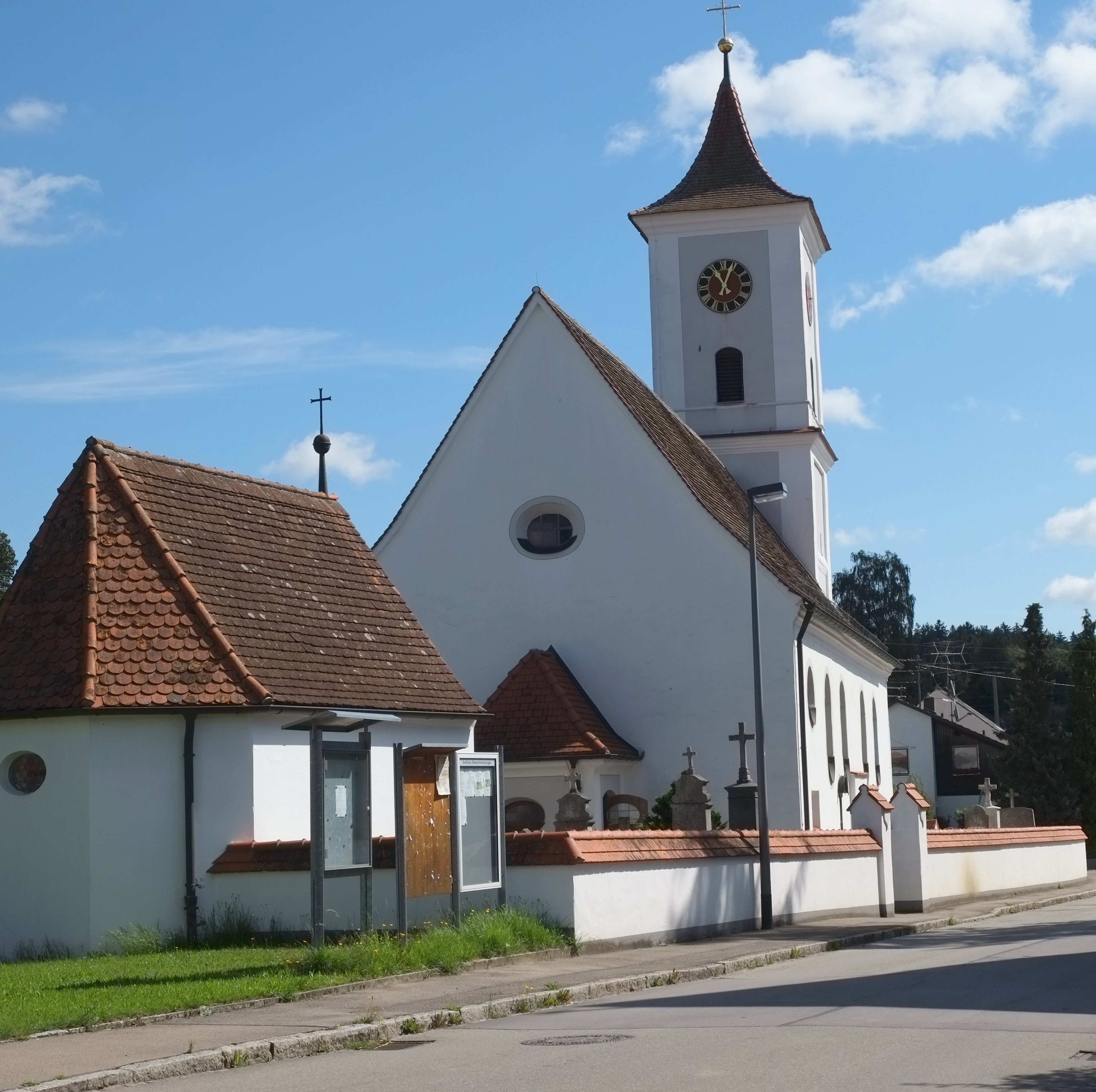
Pfarrkirche St. Stephan in Gallenbach

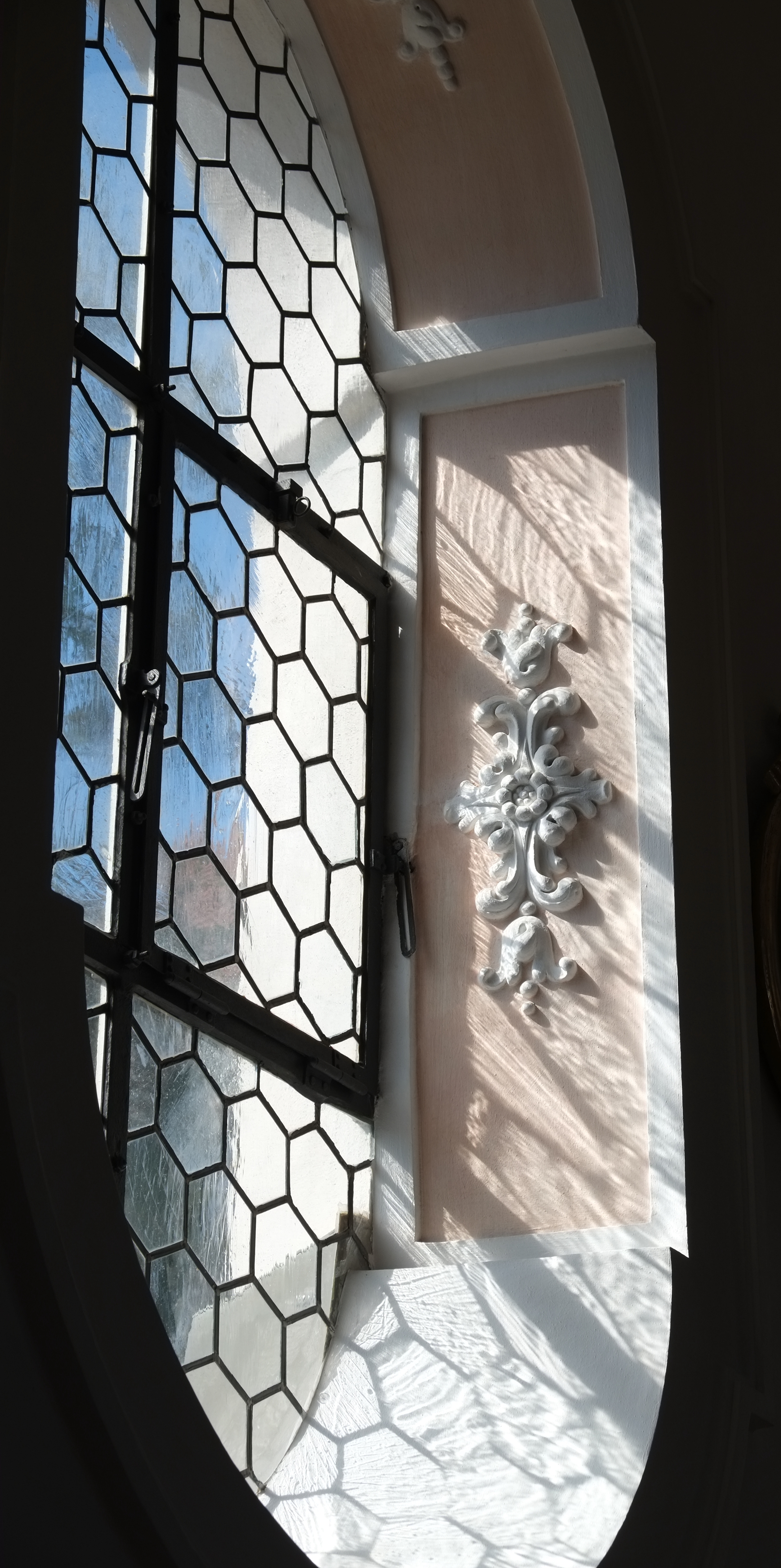
Fensterlaibung

Die katholische Pfarrkirche St. Stephan in Gallenbach, einem Stadtteil von Aichach im bayerischen Regierungsbezirk Schwaben, wurde als barocker Saalbau zu Beginn des 18. Jahrhunderts an der Stelle einer mittelalterlichen Chorturmkirche errichtet. 1910/11 wurde die Kirche nach Westen verlängert und im neubarocken Stil umgestaltet. Die reiche Ausstattung der Kirche stammt vermutlich aus Säkularisationsgut und gelangte erst im frühen 19. Jahrhundert nach Gallenbach. Schutzpatron der Kirche ist der heilige Stephanus, der das Martyrium der Steinigung erlitt und als erster Märtyrer verehrt wird. Die Kirche gehört zu den geschützten Baudenkmälern in Bayern.

## Geschichte
Eine erste Kirche wurde in Gallenbach vermutlich bereits Ende des 8. oder in der ersten Hälfte des 9. Jahrhunderts errichtet. In dieser Zeit entstanden auch die dem heiligen Stephanus geweihten Kirchen in Kissing und Obergriesbach. Die Pfarrei Gallenbach wurde 1333 erstmals schriftlich erwähnt. Über das Aussehen der Vorgängerbauten der heutigen Kirche ist nichts bekannt.
Im Jahr 1704, während des Spanischen Erbfolgekrieges, wurde die Gallenbacher Kirche niedergebrannt. Bereits ein Jahr später ließen die damaligen Patronatsherren, der Komtur der Deutschordenskommende Blumenthal und der Prälat des Klosters Indersdorf, die Kirche wieder aufbauen. 1720 musste der einsturzgefährdete Turm erneuert werden.

## Architektur

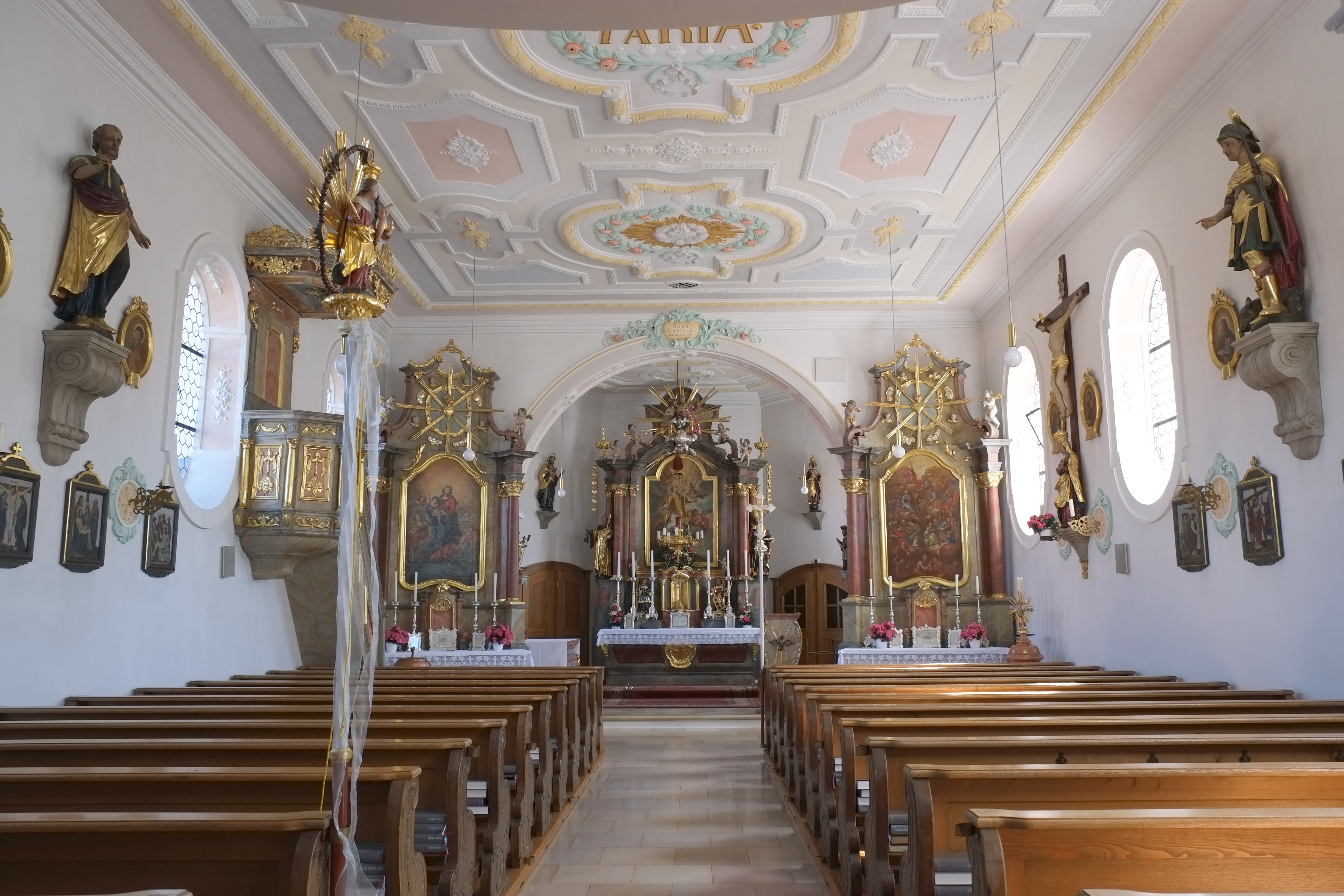
Innenraum

Der über quadratischem Grundriss errichtete Glockenturm an der Ostseite der Kirche wird von einem geschwungenen Pyramidendach bekrönt. Der Chor ist leicht eingezogen, außen rechteckig und innen dreiseitig geschlossen. Das Kirchenschiff ist mit einem steilen Satteldach gedeckt. Das Langhaus ist in fünf Achsen mit hochovalen Fenstern gegliedert. Die sich im Westen anschließende Empore wird von kleineren, querovalen Fenstern beleuchtet. Das Vorzeichen an der Westfassade führt in den flach gedeckten Innenraum.

## Stuck
Anlässlich der Verlängerung des Langhauses wurde der Innenraum mit neubarockem Stuckdekor ausgestattet. An der Decke sind die Namen Joseph und Maria in Medaillons aus Blumenkränzen gefasst und von Stuckrahmen umgeben. In einem anderen Medaillon ist das von der Dornenkrone umgebene Herz Jesu im Strahlenkranz dargestellt. Von einem Strahlenkranz umgeben ist auch das Stuckmedaillon mit der Darstellung der Heilig-Geist-Taube im Chor. Die Stuckkartusche am Scheitel des Chorbogens mit der Inschrift „Deus Caritas est“ (Gott ist die Liebe) und der Jahreszahl „MMVI“ erinnert an die Renovierung der Kirche im Jahr 2006. Ebenfalls mit einer Stuckkartusche verziert ist die geschweifte Brüstung der Orgelempore. Sie enthält die Inschrift: „Wie lieblich sind deine Wohnungen o Herr der Heerscharen“. Auch die Fensterlaibungen sind mit Rosetten und pflanzlichen Motiven stuckiert.

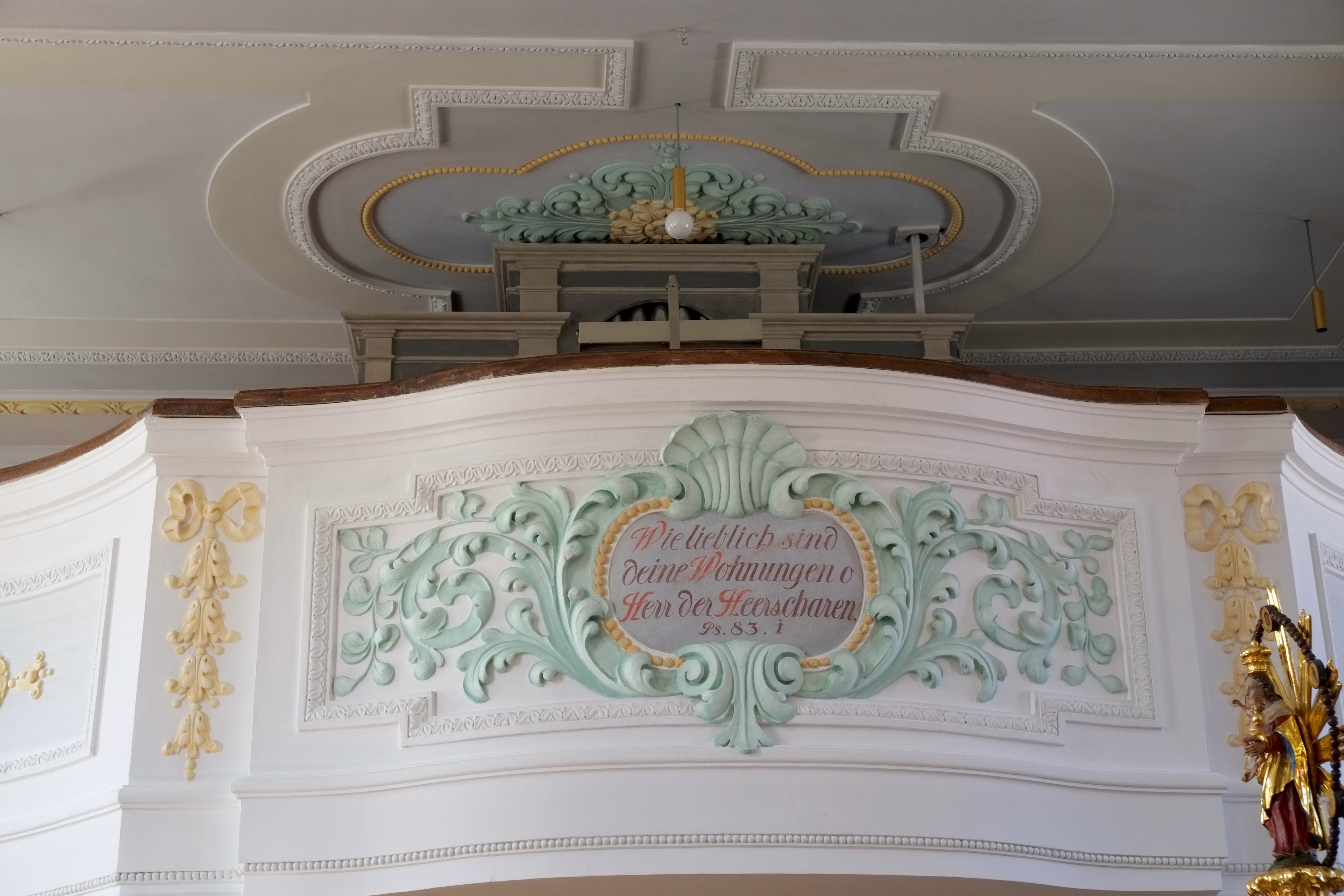
Empore
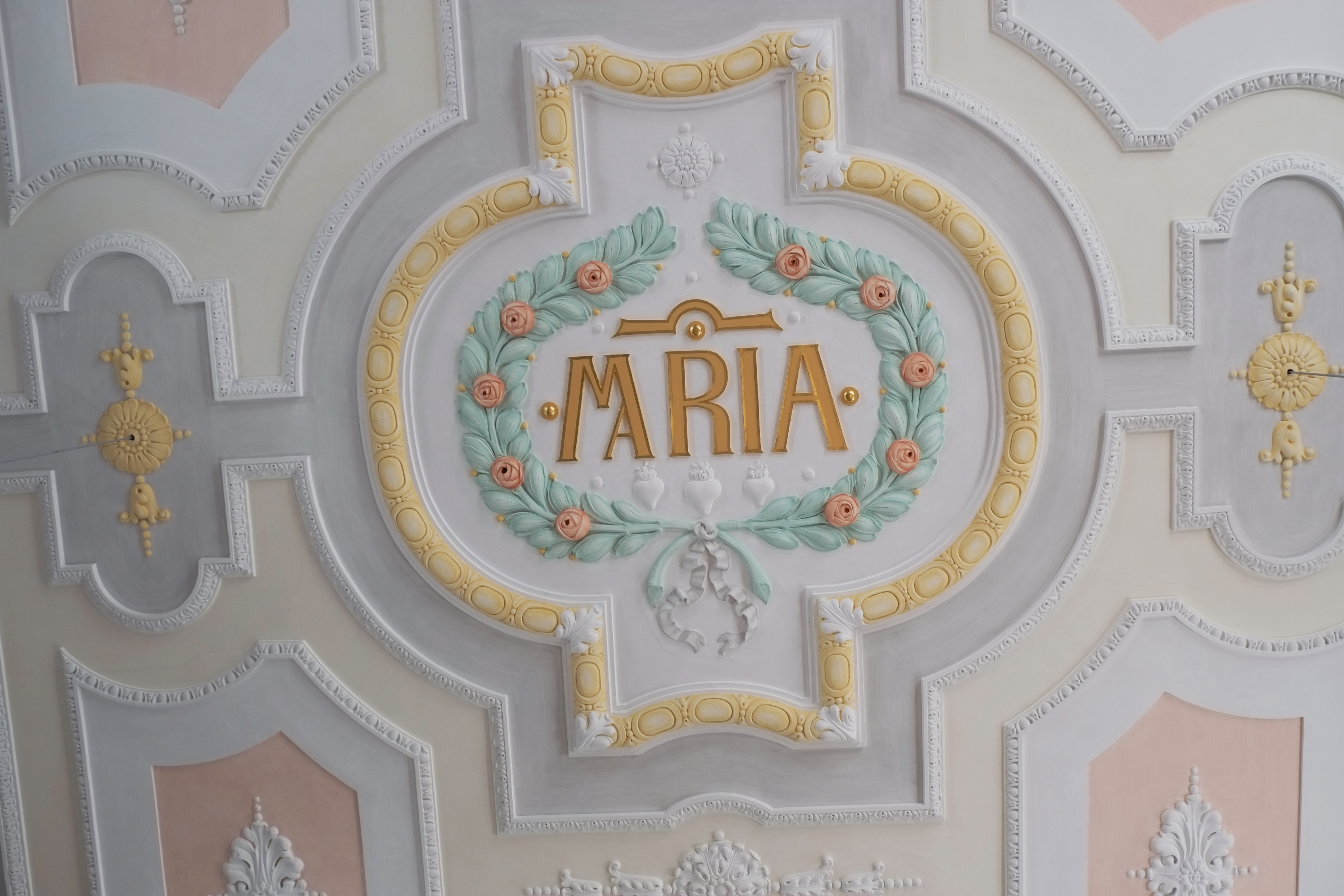
Stuckmedaillon Maria
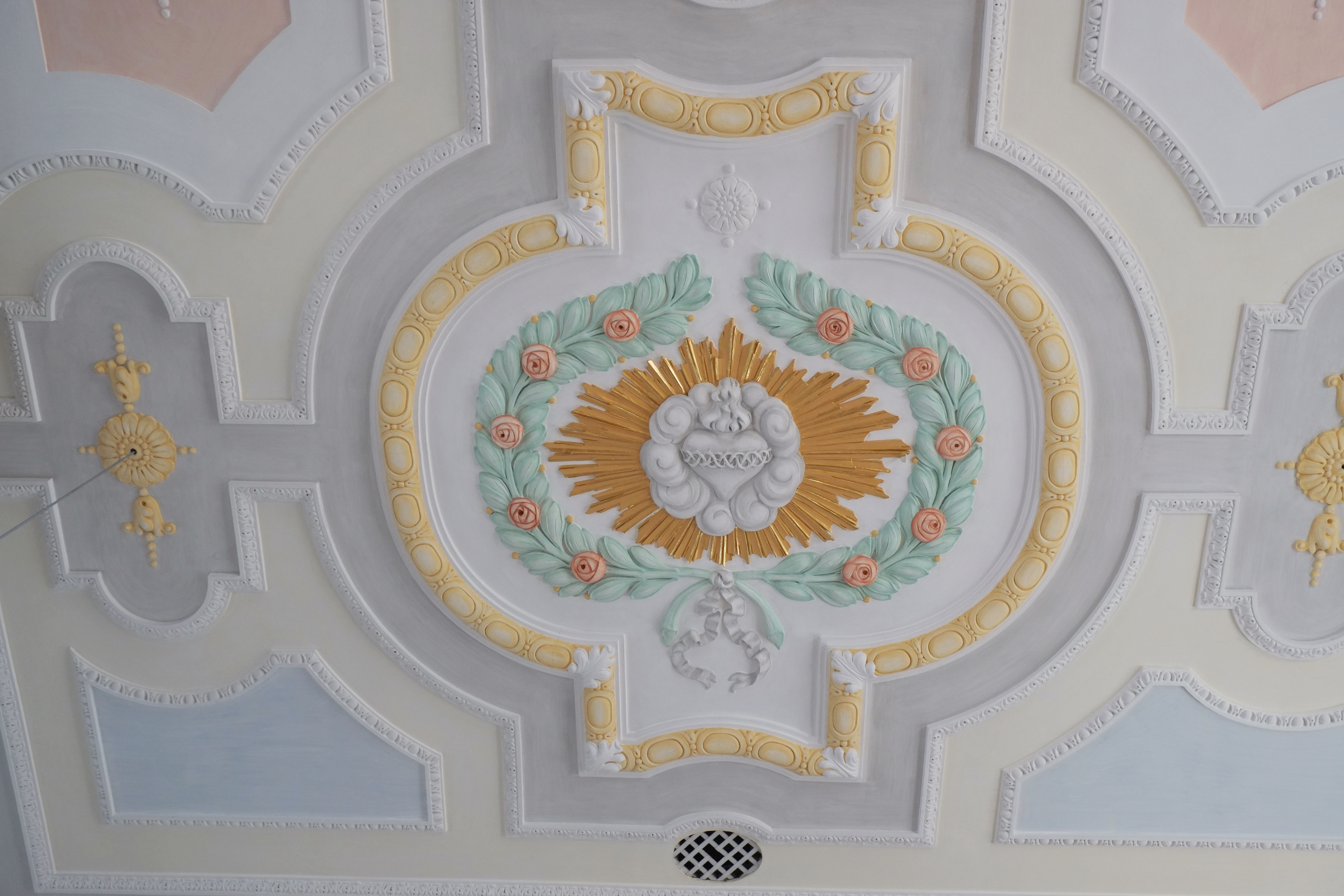
Stuckmedaillon mit Herz-Jesu-Darstellung
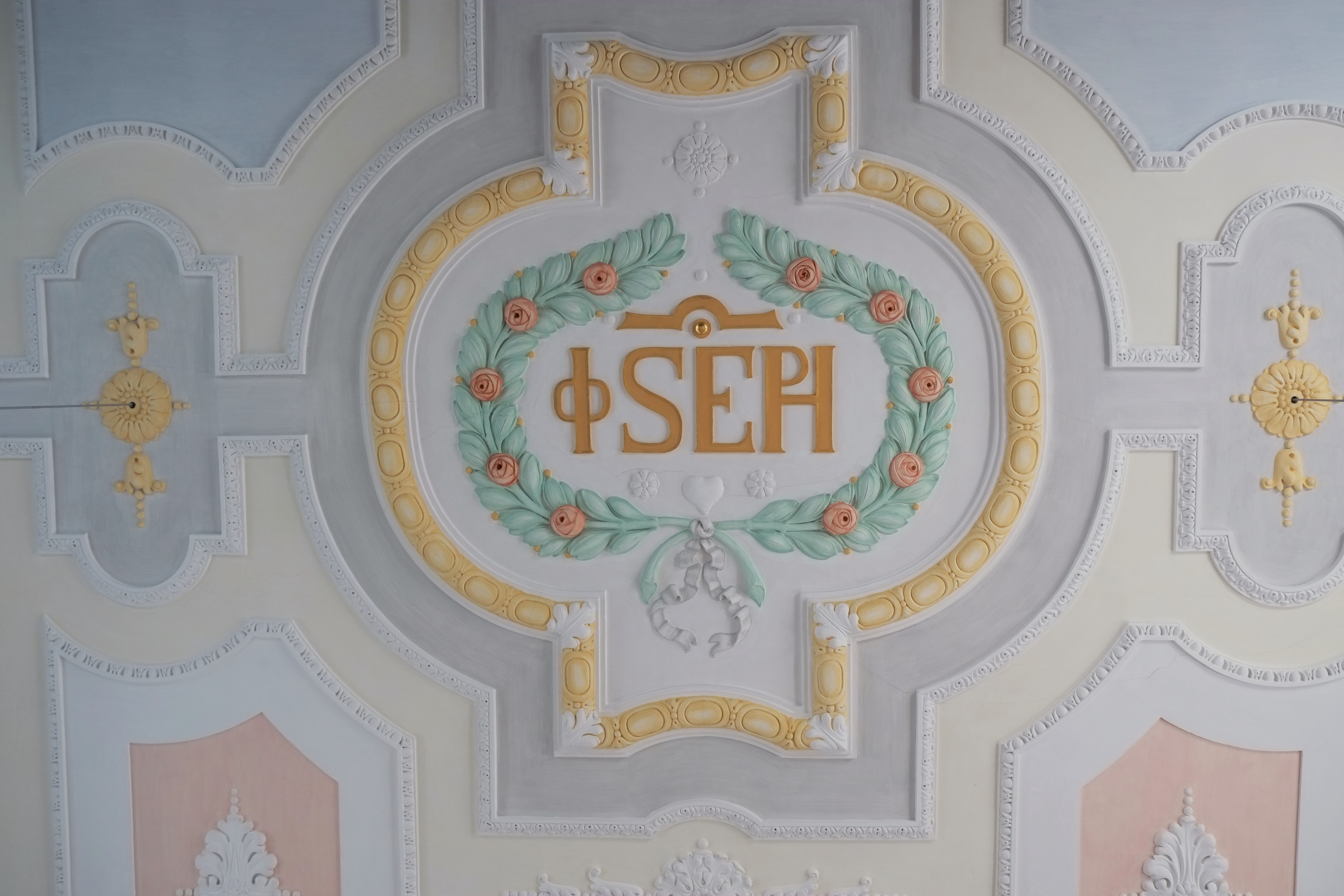
Stuckmedaillon Joseph

## Ausstattung

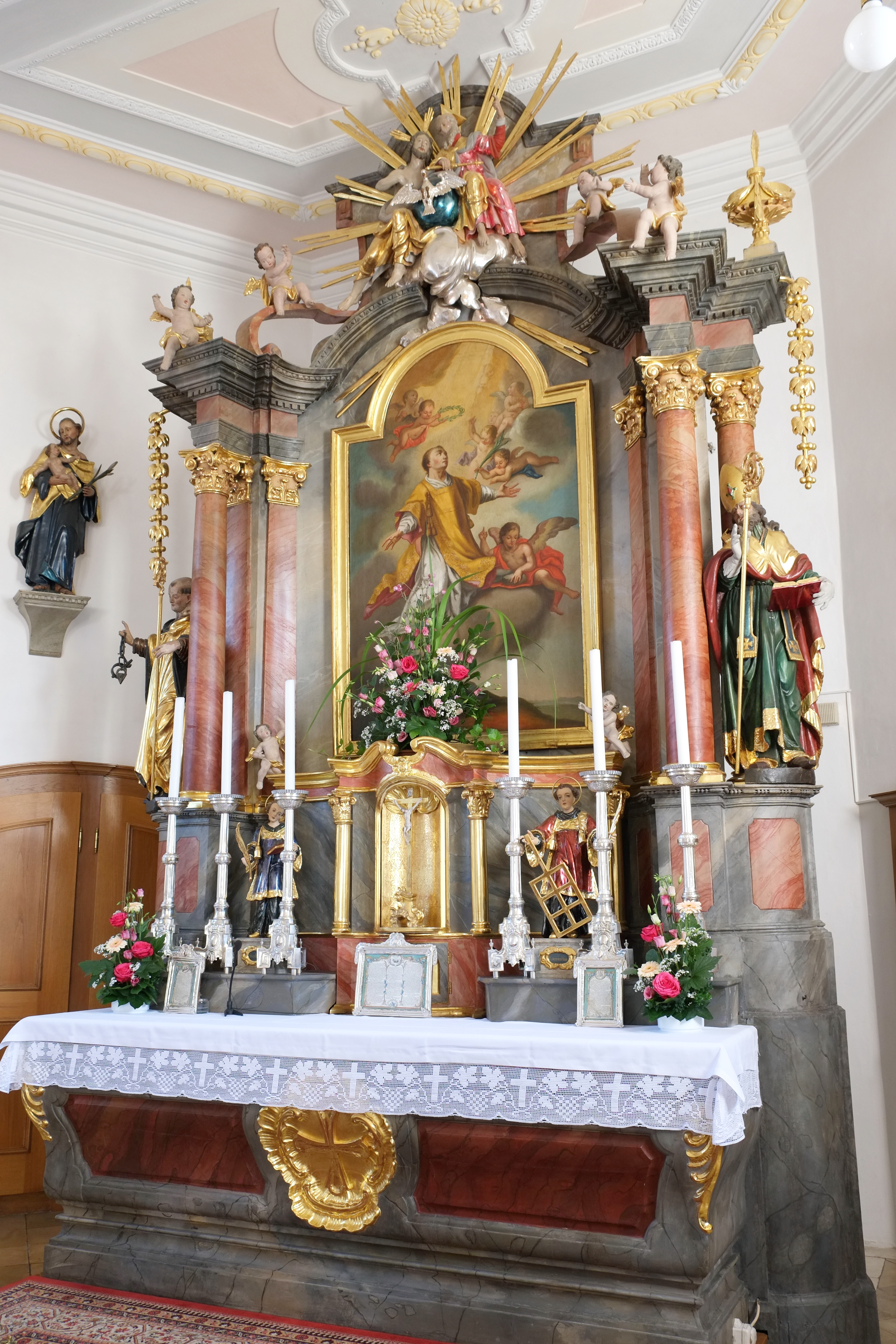
Hochaltar

- Der Hochaltar und die beiden Seitenaltäre wurden im Stil des späten Rokoko um 1750/60 geschaffen. Das Hochaltarblatt stellt den Schutzpatron der Kirche, den heiligen Stephanus, dar. Seitlich stehen die Figuren des heiligen Leonhard und des heiligen Ulrich. Die beiden Schnitzfiguren auf dem Altartisch stellen den heiligen Stephanus dar, der ein Buch in der Hand hält, auf dem die Steine seines Martyriums liegen, und den heiligen Laurentius mit seinem Attribut, dem Rost. Das Altarblatt des nördlichen Seitenaltars mit der Darstellung der Maria Immaculata wird – wie das Altarblatt des südlichen Seitenaltars, das den Vierzehn Nothelfern gewidmet ist – in die Zeit um 1730/40 datiert.
- Das große Kruzifix mit der Schmerzensmutter stammt aus spätbarocker Zeit um 1740/50.
- Spätbarock sind auch die beiden, im Langhaus sich gegenüberstehenden Skulpturen des heiligen Georg und des Apostels Petrus.
- Eine Prozessionsstange aus der gleichen Entstehungszeit trägt eine Madonna im Strahlenkranz. Die fünf Medaillons im Rosenkranz erinnern an die Wundmale Christi.
- Die Schnitzfiguren des heiligen Josef, des heiligen Wendelin, des heiligen Johannes Nepomuk sowie des heiligen Sebastian und der heiligen Ottilie sind vom Stil des späten Rokoko geprägt und stammen aus der Zeit um 1760/70.
- Die in Öl auf Holztafeln gemalten Brustbilder der zwölf Apostel im Chor und im Langhaus werden in die Zeit um 1770/80 eingeordnet.
- Die Kanzel und das aus Holz geschnitzte Taufbecken sind neubarocke Schöpfungen aus der Zeit der Kirchenerweiterung von 1910/11.
- Die Wangen der Kirchenbänke aus dem 18. Jahrhundert wurden bei der Neuanfertigung des Kirchengestühls im Jahr 1977 großenteils wiederverwendet.

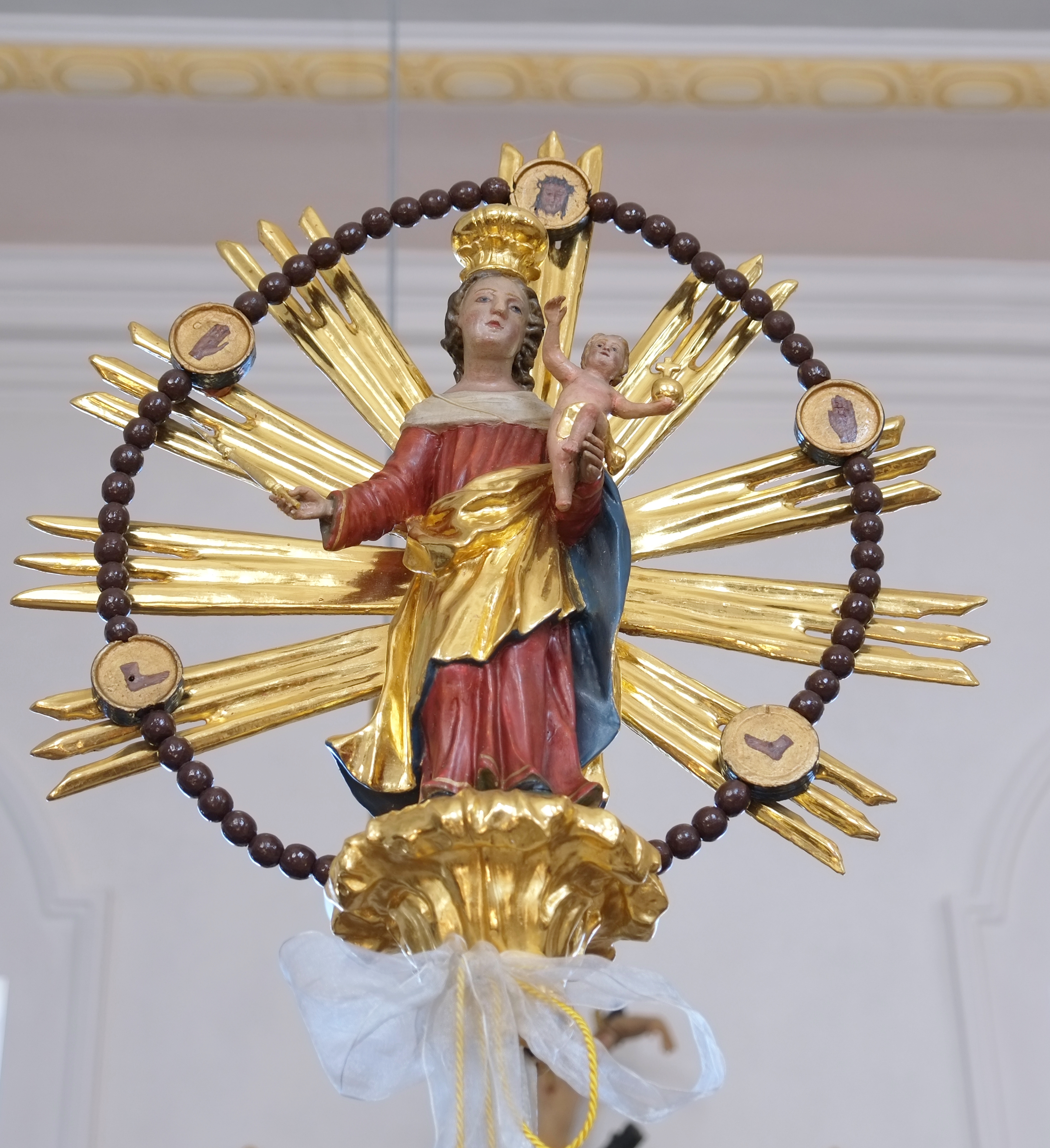
Madonna im Strahlenkranz
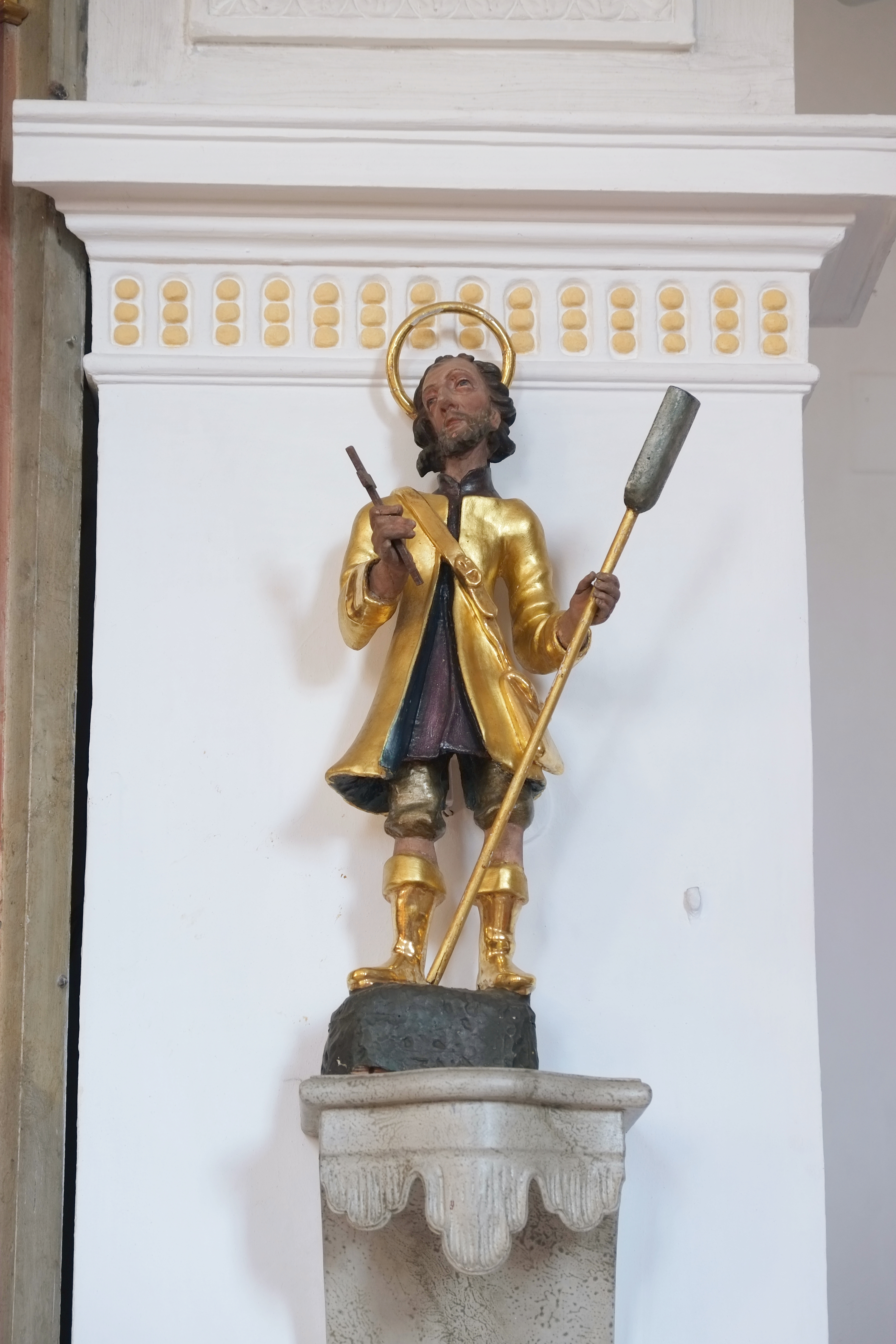
Heiliger Wendelin